# Rhacophorus pseudacutirostris
Rhacophorus pseudacutirostris es una especie de rana de la familia Rhacophoridae.

## Distribución geográfica
Es endémica del oeste de la isla de Sumatra.